# 勒泽 (摩泽尔省)
勒泽（法語：Lezey，法語發音：[ləzɛ]）是法国摩泽尔省的一个市镇，属于萨尔堡-萨兰堡区。

## 地理
勒泽（48°45'8"N, 6°37'46"E）面积7.51 平方千米，位于法国大東部大區摩泽尔省，该省份为法国东北部内陆省份，是洛林的一部分，西南接默尔特-摩泽尔省，东临下莱茵省，北与卢森堡和德国接壤。
与勒泽接壤的市镇（或旧市镇、城区）包括：小伯藏日、瑞沃利兹、莱村、马尔萨勒、蒙库尔、克桑雷。

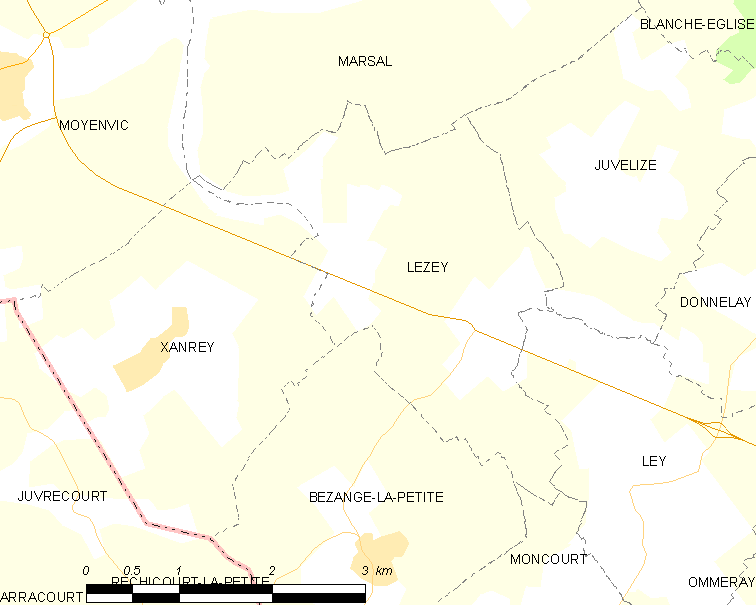
的OSM定位图

勒泽的时区为UTC+01:00、UTC+02:00（夏令时）。

## 行政
勒泽的邮政编码为57630，INSEE市镇编码为57399。

## 政治
勒泽所属的省级选区为索努瓦县。

## 人口

1962-2008年间人口变化图示

勒泽于2022年1月1日时的人口数量为90人。